# Eisenbahnunfall von Rheinweiler

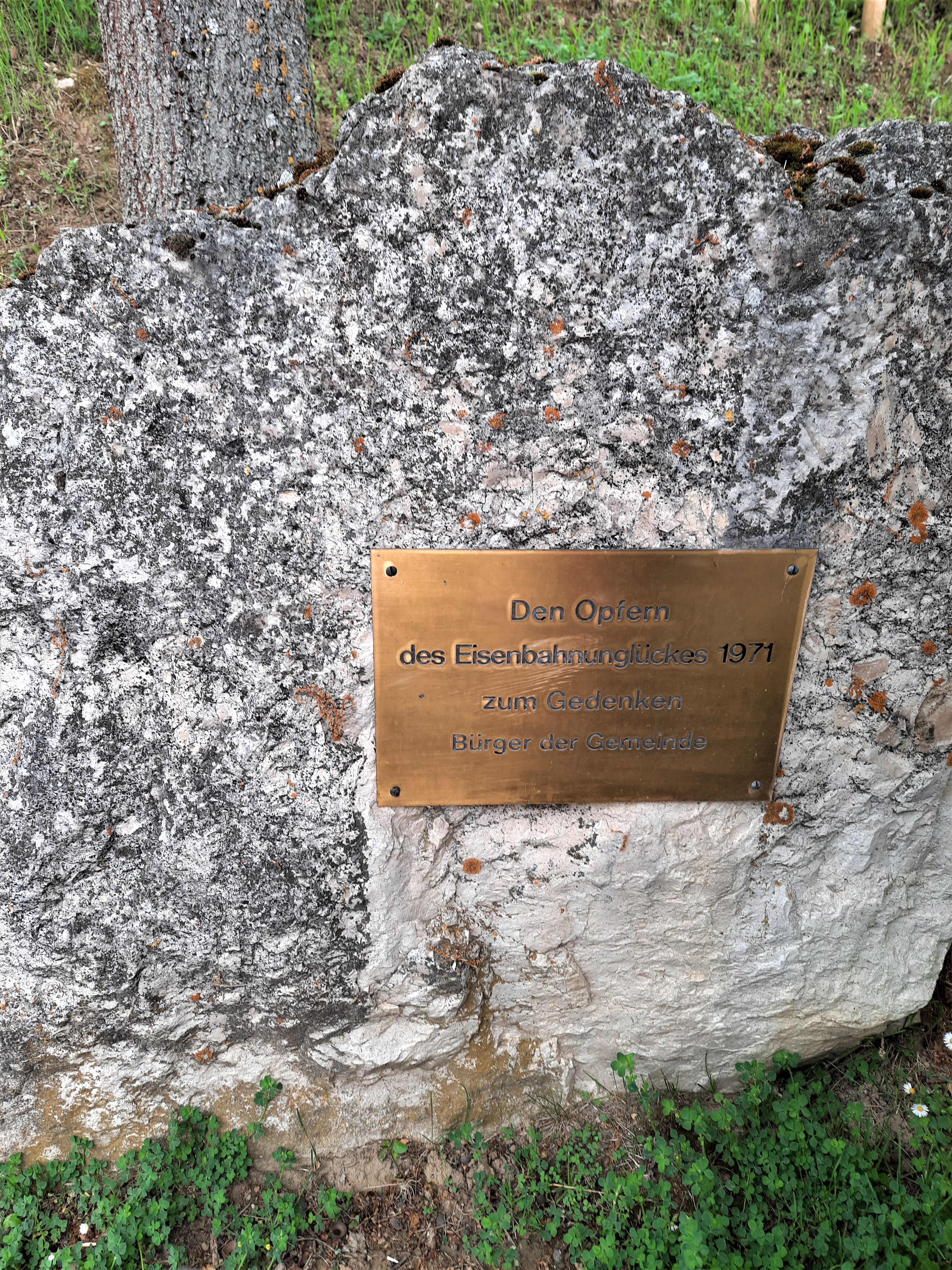
Gedenkstein für die Opfer des Eisenbahnunfalls in Rheinweiler an der K6347 unterhalb der Unfallstelle

Bei dem Eisenbahnunfall von Rheinweiler entgleiste der Schweiz-Express von Basel nach Kopenhagen (D 370) am 21. Juli 1971 um 13:10 Uhr auf der Rheintalbahn vor der Einfahrt in den Bahnhof Rheinweiler. 23 Menschen starben, 121 wurden zum Teil schwer verletzt.

## Ausgangslage
Die Rheintalbahn verläuft im Bereich von Rheinweiler bogenreich an der Hangkante des Isteiner Klotzes über dem Oberrheintal. Kurz vor der südlichen Bahnhofseinfahrt von Rheinweiler befindet sich einer dieser Bogen. Dessen Radius ist so eng, dass hier eine Langsamfahrstelle auf 75 km/h bestand.
Der Zug bestand aus einer Elektrolokomotive der Baureihe 103 (103 106) und acht Wagen. Er war pünktlich vom Badischen Bahnhof in Basel abgefahren und mit 300 Passagieren zu etwa 75 Prozent besetzt.

## Unfallhergang
Der Zug fuhr mit einer Geschwindigkeit von 140 km/h in den nur für 75 km/h zugelassenen, scharfen Rechtsbogen vor dem Bahnhof Rheinweiler. Als Ursache wurde zunächst ein Defekt der AFB mit folgendem plötzlichen Schaltwerkshochlauf vermutet. In mehreren Gerichtsverfahren wurde später allerdings eine Dienstunfähigkeit des Lokführers, eventuell ein Schwächeanfall, zum Unfallzeitpunkt als wahrscheinliche Ursache zugrunde gelegt. Aufgrund der deutlich überhöhten Geschwindigkeit entgleiste der Zug und wurde tangential nach links aus der Kurve herausgeschleudert. Einer der Wagen zerstörte dabei ein an der Strecke stehendes Wohnhaus bis auf die Fundamente. Hier starb ein sechsjähriger Junge, seine Mutter und ein Mann wurden schwer verletzt. Sechs der acht Wagen stürzten eine fünf Meter hohe Böschung hinunter, drei wurden auf ein Gelände zwischen dem Bahndamm und der Landesstraße 137a geschleudert, ein Wagen blieb auf der Straße, die Lokomotive an einem teilweise zertrümmerten Wohnhaus mit halb abgerissener Front zur Hälfte im Boden versenkt auf dem Kopf liegen.

## Folgen

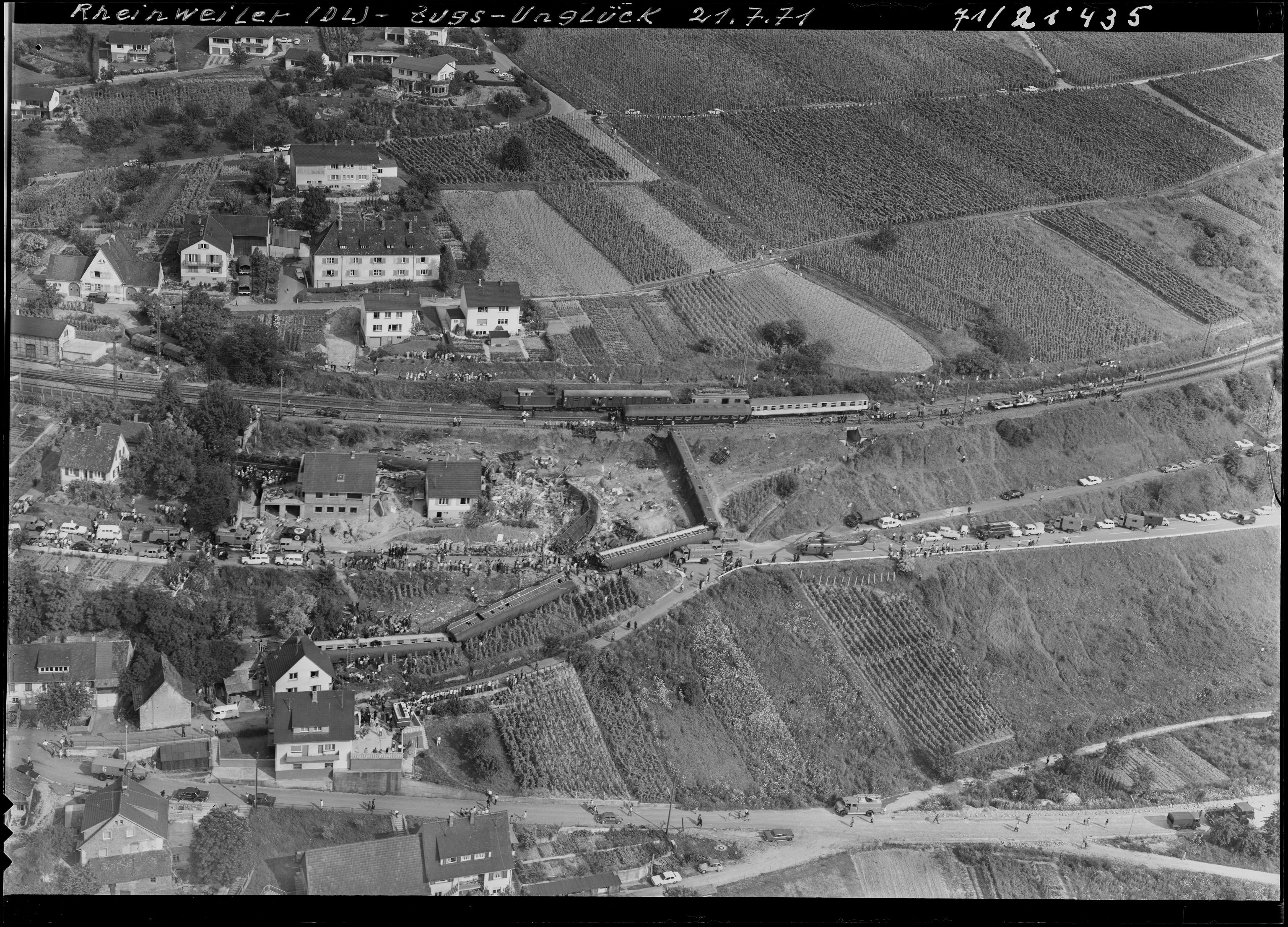
Luftbild vom Unfallort.

Insgesamt starben 23 Menschen, darunter auch der 52-jährige Lokomotivführer, 121 wurden verletzt. Für die Rettungsdienste in der Umgebung wurde Katastrophenalarm ausgelöst. Mehrere hundert Helfer des Roten Kreuzes, des Technischen Hilfswerkes, Rettungskräfte aus der Schweiz und Frankreich, französisches Militär sowie die Bundeswehr mit Hubschraubern waren an der Unfallstelle im Einsatz; Ministerpräsident Hans Filbinger suchte mit einem Hubschrauber den Ort der Katastrophe auf.
Da sich einige Wagen des Zuges quer gestellt hatten und auch der Oberbau schwer beschädigt war, musste die Rheintalbahn gesperrt werden. Fernzüge wurden über Strecken der SNCF via Mulhouse und Straßburg umgeleitet. Dabei kam es zu erheblichen Verspätungen. 
Die Staatsanwaltschaft Freiburg nahm die Ermittlungen zur Unfallursache auf. Sie stellte am 24. April 1973 ein Ermittlungsverfahren gegen die Deutsche Bundesbahn ein, sodass diese infolge des nicht erbrachten Schuldnachweises überlebenden Opfern zunächst kein Schmerzensgeld zahlen musste. Nach Ansicht des Lörracher Anwalts Werner Heuer, der zwölf Opfer mit ihren Schmerzensgeldansprüchen vor Gericht vertrat, traf jedoch der Vorwurf eines „organisatorischen Versagens“ bei der Bahn zu, sein Kollege Peter Kopp aus Freiburg forderte per Einstellungsbeschwerde bei der Generalstaatsanwaltschaft Karlsruhe, die Verantwortlichen „festzustellen und Anklage wegen fahrlässiger Tötung und Körperverletzung zu erheben“, hatte damit jedoch keinen Erfolg. Das am 10. Oktober 1978 ergangene Urteil des Bundesgerichtshofs gilt als grundlegend hinsichtlich der Verkehrssicherungspflichten von Eisenbahnen in Deutschland. Es widersprach der Rechtsauffassung des Oberlandesgerichts Karlsruhe, die Organe der DB hätten die ihnen obliegende Verkehrssicherungspflicht schuldhaft verletzt.
In Folge des Unfalls rüstete die Deutsche Bundesbahn auch nicht durch Hauptsignale angeordnete Geschwindigkeitseinschränkungen (Langsamfahrstellen) mit Punktförmiger Zugbeeinflussung aus und verkürzte die Reaktionszeiten der Sicherheitsfahrschaltung.